# メフディー・ベン・バルカ

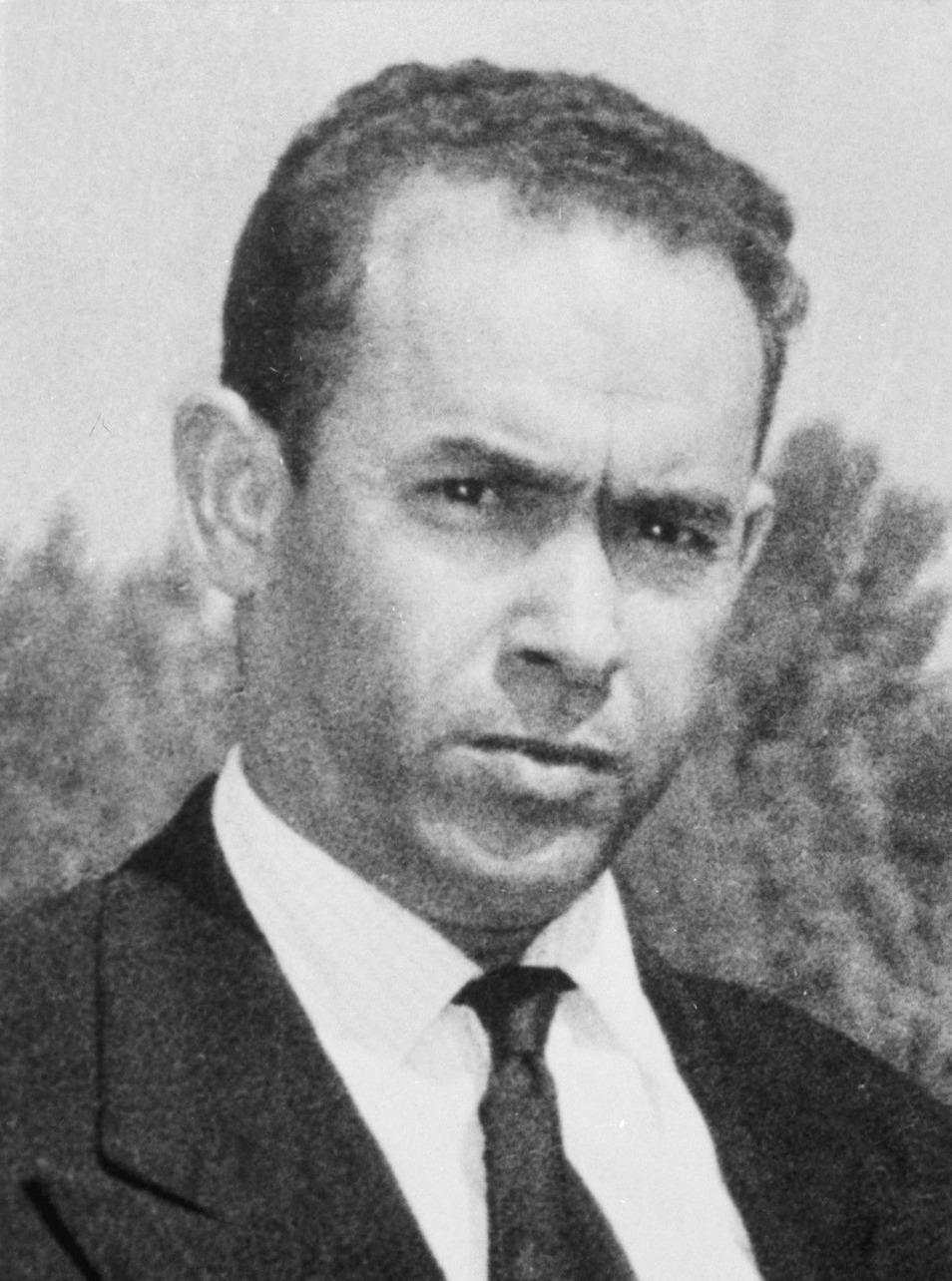
メフディー・ベン・バルカ

メフディー・ベン・バルカ（Mehdi Ben Barka、1920年 - 1965年10月29日失踪）は、モロッコの政治家。左翼政党の人民諸勢力全国同盟(UNFP)の党首、キューバの国際的政治団体アジア・アフリカ・ラテンアメリカ人民連帯機構(OSPAAAL)の書記を務める。モロッコ国王ハッサン2世への抵抗運動を展開するも、パリで失踪を遂げた。

## 生涯
1920年ラバトで公務員の家に生まれる。1950年にフランスの学校で、モロッコ人としては初めて数学の学位を得た。
帰国後、保守派のイスティクラル党に入党するも、1959年に保守思想を放棄し、左派の人民諸勢力全国同盟を結成した。1962年バルカはハッサン2世に対する陰謀の罪で逮捕され、亡命した。1963年にはアルジェリアとの国境紛争(砂戦争)に際してアルジェリア側を支持したため欠席裁判で死刑を宣告された。
1965年10月29日、バルカはパリで警官に連れ去られて失踪し、以来二度と目撃されていない。失踪に当たってはフランスの民兵組織「市民行動サービス」の関与も取りざたされた。
1975年12月29日、アメリカ合衆国の週刊誌タイムは｢メフディー・ベン・バルカの殺害｣と題した記事を発表した。同記事によると、バルカはモロッコの諜報員3名に殺害され、また3名のうち1人はその後内務大臣になったという。また、アメリカ中央情報局(CIA)やフランスの情報機関、イスラエル諜報特務局も関与したとされている。